# Erich von Tschermak-Seysenegg
Erich von Tschermak-Seysenegg est un botaniste autrichien né le 15 novembre 1871 à Vienne et mort le 17 octobre 1962.

## Biographie
Il était issu d'une famille de scientifique puisque son père est le minéralogiste Gustav von Tschermak-Seysenegg (1836-1927) et son grand-père maternel a enseigné à Gregor Mendel.

Il étudia à l'université de Vienne et fut diplômé de l'université de Halle-Wittenberg. En 1898 il étudie la transmission des caractères en cultivant des pois et rédige ses résultats en 1900.
Étant plus jeune que Hugo de Vries et Carl Correns et moins bien connu, il a du mal à faire accepter ses travaux pour publication. Mais il reconnaît bien vite les découvertes de Mendel, étant l'un des trois botanistes (avec de Vries et Correns) publiant un article à ce sujet en 1900.
Ses travaux sur l'agriculture et les plantations font de lui un des botanistes autrichiens les plus célèbres. Il mourut en 1962.